# Petro Hreszta
Petro Mykołajowycz Hreszta (ukr. Петро Миколайович Грешта, ur. 9 stycznia 1949 we wsi Nawaria) – ukraiński kajakarz, mistrz świata. W czasie swojej kariery sportowej startował w barwach Związku Radzieckiego.

## Kariera sportowa
Trzykrotnie wystąpił na mistrzostwach świata w konkurencji kajaków dwójek (K-2) na dystansie 500 metrów. Jego partnerem w osadzie radzieckiej był Mikałaj Chachoł. W 1971 w Belgradzie zdobyli brązowy medal, w 1973 w Tampere złoty medal, a w 1974 w Meksyku zajęli 4. miejsce.
Hreszta był mistrzem ZSRR w konkurencji K-2 na 500 metrów w 1970, 1971 i 1974.
W 1973 otrzymał tytuł Zasłużonego Mistrza Sportu ZSRR.